# Jablanica (planina u Sjevernoj Makedoniji)
Jablanica je planina u Sjevernoj Makedoniji, dok jedan dio planine pripada Albaniji. Jablanica je udaljena 14 kilometara od Ohridskog jezera i grada Struge.
Planinski greben je viši od 2000 metara u dužini od preko 50 km, a najviši vrh Crni kamen se nalazi u samom središtu planine i visok je 2257 metar. Ostali vrhovi su: Strižek (2233 m), Čuma (2125 m), Beličko bačilo (1950 m), Tri šilka (1644 m) i Rajca (1234 m). 
Najvećim dijelom je sastavljena od kristalastih vapnenca i škriljaca, a sporadično ima i serpentina. Glacijacijoim su bili zahvaćeni njeni najviši vrhovi. U sjevernom dijelu dolina Lakvice, lijeve pritoke Crnog Drima, odvaja Jablanicu od planine Raduč (2.083 m). U južnom dijelu Jablanice nalazi se nisko sedlo Ćafa-san (931 m), koje je odvaja od Mokre gore na jugu. 
Na sedlu je državni granični prelaz za Albaniju. Istočnim padinama sjevernog dela Jablanice pružaju se oblasti struškog i debarskog Drimkola, a sjeverozapadno od njih, većim dijelom u Albaniji, nalazi se makedonska etnička oblast Golo Brdo. Do planine može da se dođe preko sela Vevčana koje se nalazi u podnožju planine.